# دی‌جی مندز
دی‌جی مندز (به انگلیسی: DJ Méndez)با نام اصلی لئوپولدو مندز آلکایاگا (به انگلیسی: Leopoldo Méndez Alcayaga) (زاده ۲۶ مارس ۱۹۷۵) خواننده شیلیایی-سوئدی است.